# N'Gorkou
N'Gorkou è un comune rurale del Mali facente parte del circondario di Niafunké, nella regione di Timbuctù.